# Doutorado livre

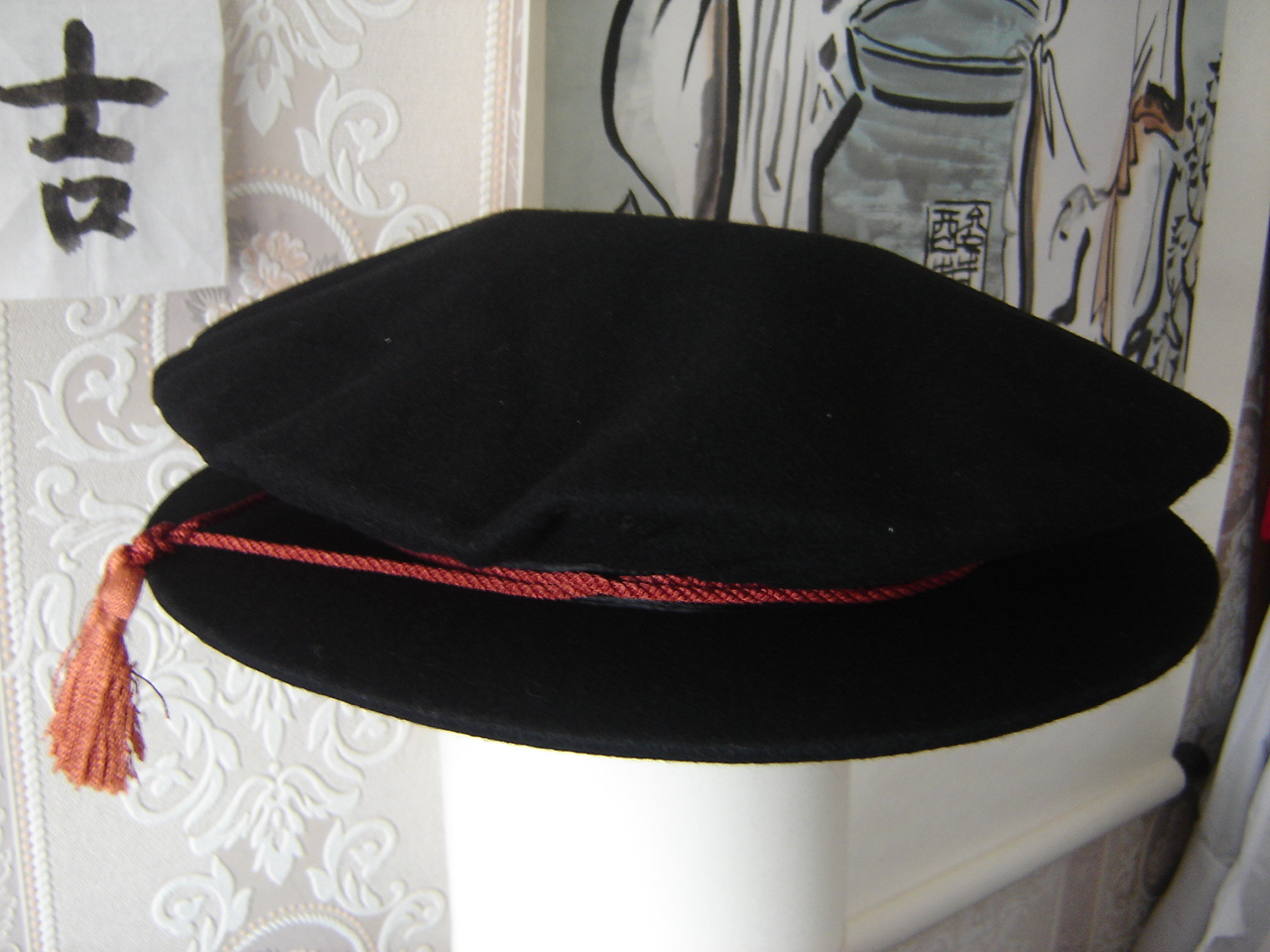
Um Tudor bonnet: usado geralmente como parte da vestimenta acadêmica pelo grau de doutorado, principalmente pelo profissional.

 O doutorado livre (ou doutoramento livre) é o termo utilizado pelos centros estudantis como referência a um programa de doutoramento não submetido à avaliação de órgãos de ensino oficiais (como a brasileira CAPES, do MEC). Tal titulação (assim como a do mestrado livre) - na maioria das vezes - é reconhecida em âmbito de organizações religiosas, assim como é o caso da internacional FATEFE (reconhecimento fora do Brasil por Cohen University e Piedmont University), do CPAJ (Centro Presbiteriano de Pós Graduação Andrew Jumper) do Mackenzie (também com reconhecimento internacional), ou ainda de outros seminários (como o da Igreja Metodista Livre). Podem ser citados mais cursos análogos, católicos ou não, como os da Faculdade de Direito Canônico São Paulo Apóstolo, e outros (abaixo).
Essa categoria de doutorado (que não se submete aos critérios de rigor científico exigidos pela avaliação de órgãos de ensino oficiais) às vezes também fora denominada como algo para atualização do profissional, mas sem um fim profissionalizante em si; e - mesmo tida como de validade intra-corpus - pode vir a ter reconhecimento mais fora do país de que dentro; isso porque instituições internacionais (reconhecidas e congêneres) vêm a emitir diplomas em parceria com aquelas em que o aluno defendeu sua tese (raros sendo os casos de ensino à distância). Também como exemplo disso, bem como de fiscalização institucional sobre tais cursos, pode ser citado o caso da internacional Assemblies of God (Assembleia de Deus), com um órgão educacional no Brasil, denominado CEC (Conselho de Educação e Cultura), da convenção CGADB (Convenção Geral das Assembleias de Deus no Brasil), que credencia e fiscaliza cursos, em sua maioria filosófico-religiosos, mantendo inclusive certas atividades em parceira com o MEC; ou, mais precisamente, pode ser citado o presbiteriano Reformed Theological Seminary, que concede um título ministerial avançado - de natureza livre para o Brasil - com validade de ensino oficial (EUA e Canadá) pela protestante ATS - Association of Theological Schools (o que equivale a um doutorado profissional reconhecido internacionalmente).
Ou seja, nesses casos, o título obtido por um programa de doutoramento livre não diferiria (no sentido de honra, ou status) do título obtido por um programa de doutoramento convencional (ou recebido como Honoris causa). A diferença residiria no fato (em, sua maioria) de uma pessoa com um doutoramento convencional possuir um título que é aceito sem embargos em instituições de seu país (por exemplo, para ministrar aulas ou agregar uma complementação salarial), enquanto outra pessoa - com título livre - seria apenas doutora para seu enriquecimento profissional/pessoal/curricular. E pesquisadores - como no caso do brasileiro Dr. Rodrigo Pereira da Silva (com doutorado adquirido em curso livre não credenciado à CAPES e pela Pontifícia Faculdade de Teologia N. S. Assunção), ou outro -, que mesmo tendo começado com tese de doutorado livre, conseguiram consagração posterior, talvez com a ajuda do mérito de suas obras; não excluindo com isso a possibilidade de - a posteriori - algum doutor dessa modalidade livre, independentemente de vínculos internacionais, também vir a ser reconhecido/validado no âmbito de algum programa de ensino credenciado convencionalmente (até com nova defesa, em um novo curso/modalidade - ou não, recebendo o título como quem nunca tivera algo assim); e bem ilustra um caso dos anos 1990, do autor da intitulada "O Valor da brevidade para a relevância da pregação: ensaio a partir de uma análise crítica no trabalho homilético de David Mein (STBNB, 1993)", que recebeu também o título por Notório saber (Doutorado em Teologia - Notório saber - [da] Escola Superior de Teologia, [Faculdades] EST).
O caso desses doutorados seriam análogos a alguns de mestrados, bacharéis (ou avançados), e até de alguns casos de licenciaturas com vocação eminentemente pastoral, não acadêmica; modalidade que, apesar de não ter a obrigatoriedade de ser submetida à uma avaliação oficial, de órgãos governamentais (por exemplo, no caso do Brasil, com o MEC, a CAPES), mesmo assim é constantemente "analisada", e - por vezes - confrontada etc.; bem como há tentativas de se evitar excessos/confusões/fraudes (mais precisamente falando de quando empresas vão além de uma vocação que deveria ser - como já dito - eminentemente pastoral e não acadêmica - PARECER CNE/CES nº 03/2008 Voto Chaui e PARECER CNE/CP nº 2/2008 Homologado [referência "6" abaixo]), podendo ser citada - para ilustrar - até intervenção do MPF (Ministério Público Federal) em 2014, bem como outra da justiça.